# Gromada Psary (Powiat Będziński)
Die Gromada Psary war eine Verwaltungseinheit in der Volksrepublik Polen zwischen 1954 und 1972. Verwaltet wurde die Gromada vom Gromadzka Rada Narodowa, dessen Sitz sich in Psary befand und aus 27 Mitgliedern bestand.
Die Gromada Psary gehörte zum Powiat Będziński in der Woiwodschaft Katowice (damals Stalinogród). Sie wurde gebildet aus der bisherigen Gromada Grodkow und Psary, der aufgelösten Gemeinde Łagisza und den Wäldern No. 129–132 des Forstamtes Gołonóg. 29. Januar 1956 wurde die Kolonie Gródków-Pustkowie aus der Gormada Psary ausgegliedert und in die Gromada Łagisza eingegliedert. Zum 31. Dezember 1961 wurde der Weiler Stachowe aus der Gromada ausgegliedert und ebenfalls in die Gromada Łagisza eingegliedert. Die Gromada Psary bestand bis zum 1. Januar 1973.